# Trattato sui terremoti
Il Trattato sui terremoti è un'opera scritta dal gesuita italiano Niccolò Longobardi e pubblicata nel 1626.

## Premessa
Prima di quest'opera la causa degli eventi sismici veniva attribuita alla presenza di un drago, o all'energia dei venti, o ancora dal flusso e riflusso delle acque nella cavità terrestre. Il saggio viene scritto in seguito ad un secondo violento sisma che interessò Pechino, capitale della Cina. il gesuita italiano infatti, nel 1597, era giunto in Cina come missionario, svolgendo il suo apostolato nella regione di Shaoguan.

## Contenuto
In quest'opera viene messa in evidenza per la prima volta la spiegazione scientifica riguardo ai terremoti e ai movimenti sismici più in generale.